# Helmental-Kleinleiden
Helmental-Kleinleiden ist ein Naturschutzgebiet auf der Gemarkung des Werbacher Ortsteils Werbachhausen im Main-Tauber-Kreis in Baden-Württemberg.

## Geschichte
Durch Verordnung des Regierungspräsidiums Stuttgart über das Naturschutzgebiet Helmental-Kleinleiden vom 18. Dezember 2002 wurde ein Schutzgebiet mit 15,4 Hektar ausgewiesen.
Seit 2019 ist das Naturschutzgebiet ein Teil des größeren Natura-2000-Gebietes Nordöstliches Tauberland (FFH-Gebiet 6424-341).

## Schutzzweck
„Schutzzweck ist die Erhaltung, Entwicklung und Pflege von zwei reich strukturierten, typischen Muschelkalk-Trockenhängen im Werbach-Böttigheimer Tal als Lebensraum für eine artenreiche Pflanzen- und Tierwelt sowie als kulturhistorisches Zeugnis der kleinparzellierten Landnutzungsformen, die den Charakter dieser Landschaft mitgeprägt haben. Der Lebensraumkomplex umfasst im wesentlichen folgende Biotoptypen: Magerrasen (teilweise in Sukzession oder aufgeforstet), wärmeliebende Saumgesellschaften, Steinriegel, offene Felsbildungen, Trockenrasen, Obstbaumwiesen, Feldhecken und Feldgehölze“ (LUBW).

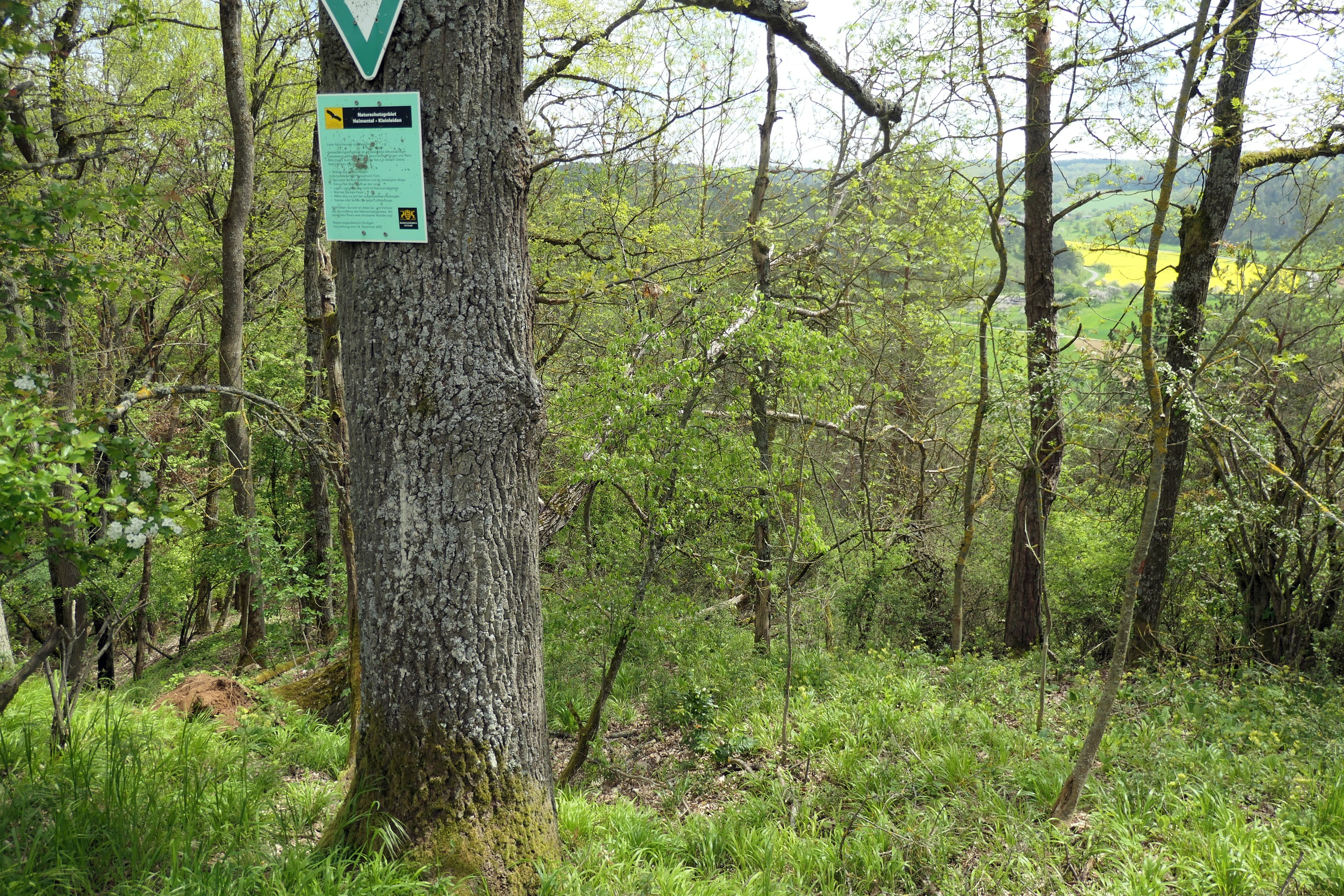
Gehölz-Dickicht am Steilhang nordwestlich von Werbachhausen (2023)
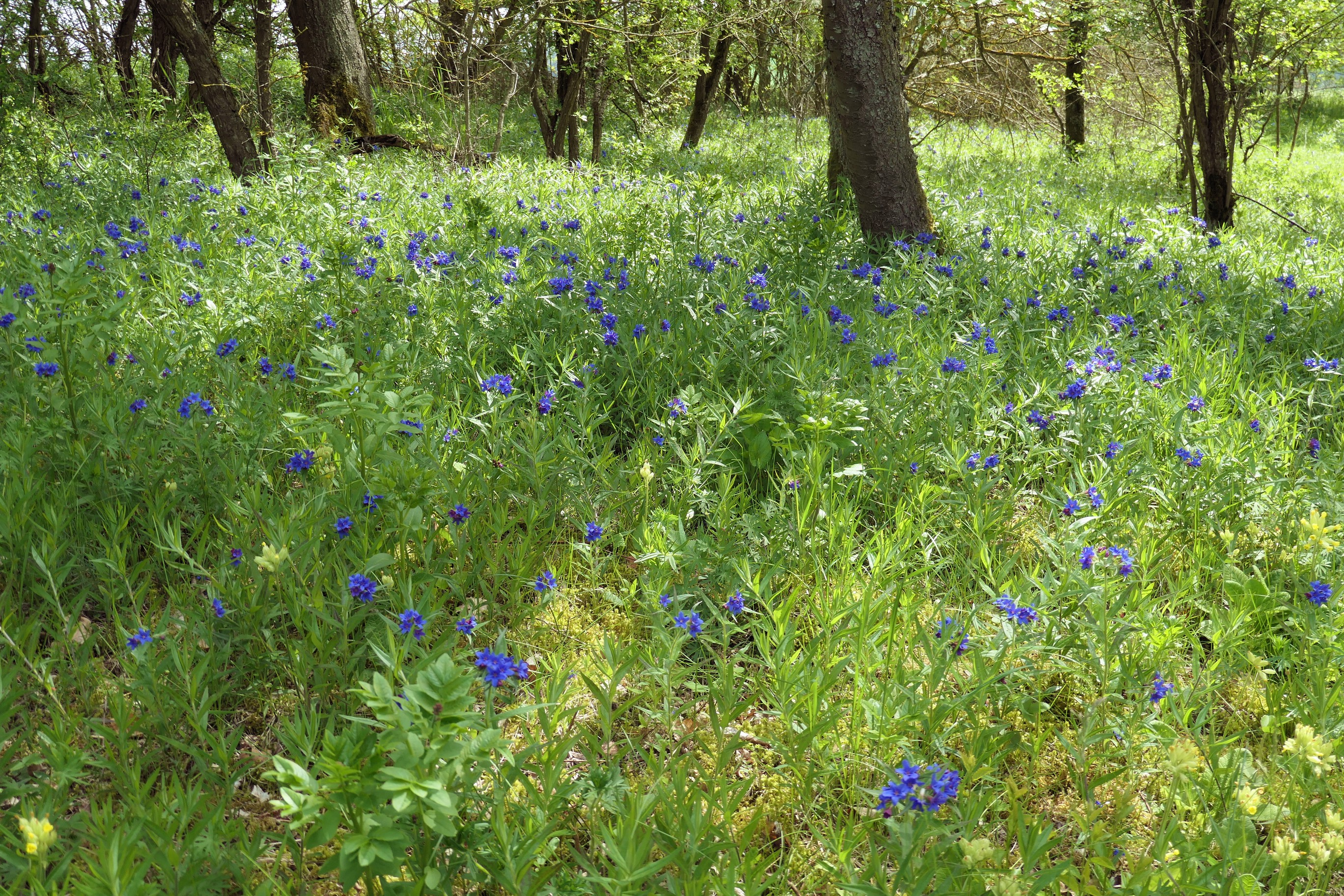
Blauroter-Steinsame-Bestand am Gehölzsaum (2023)
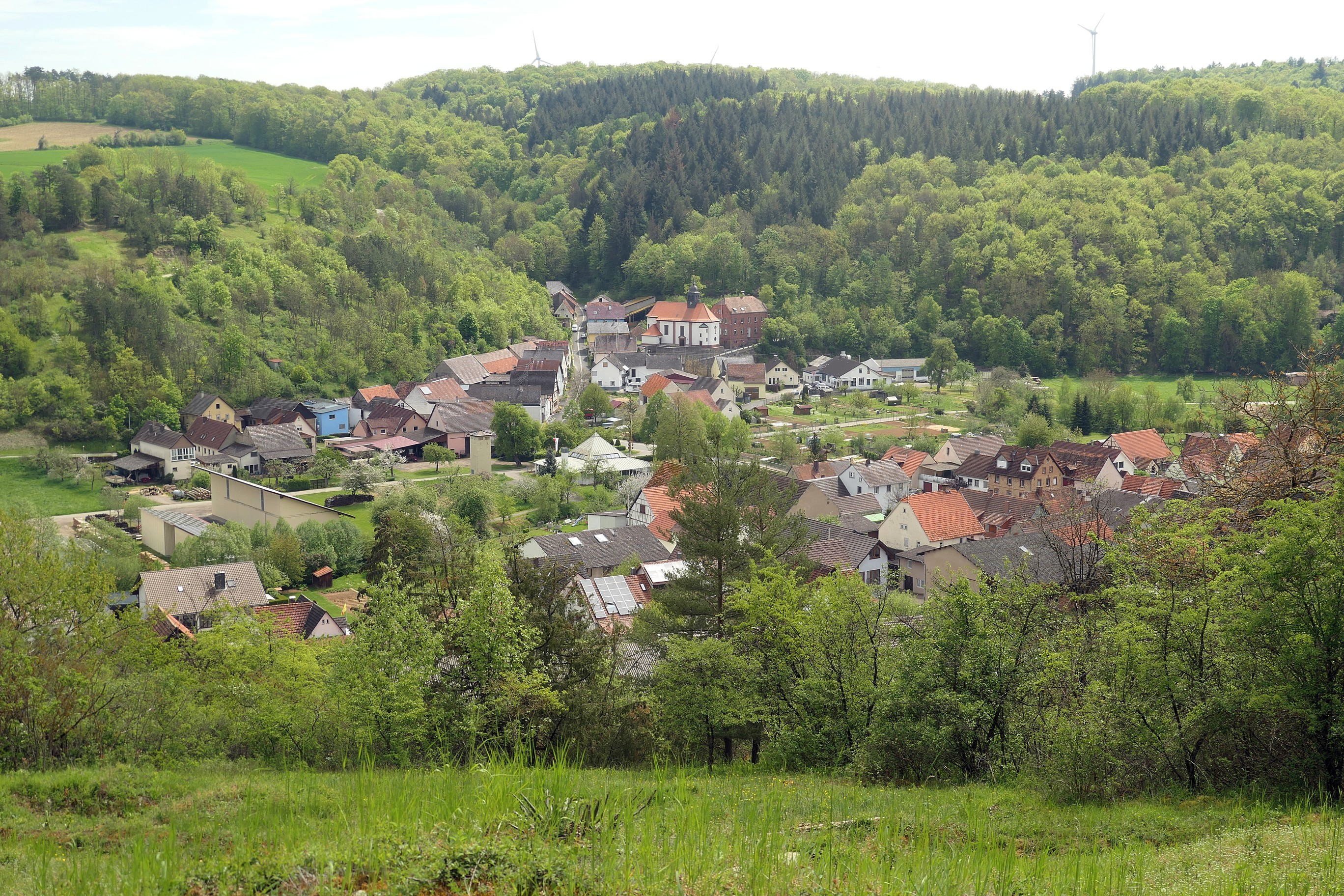
Blick vom NSG auf Werbachhausen (2023)
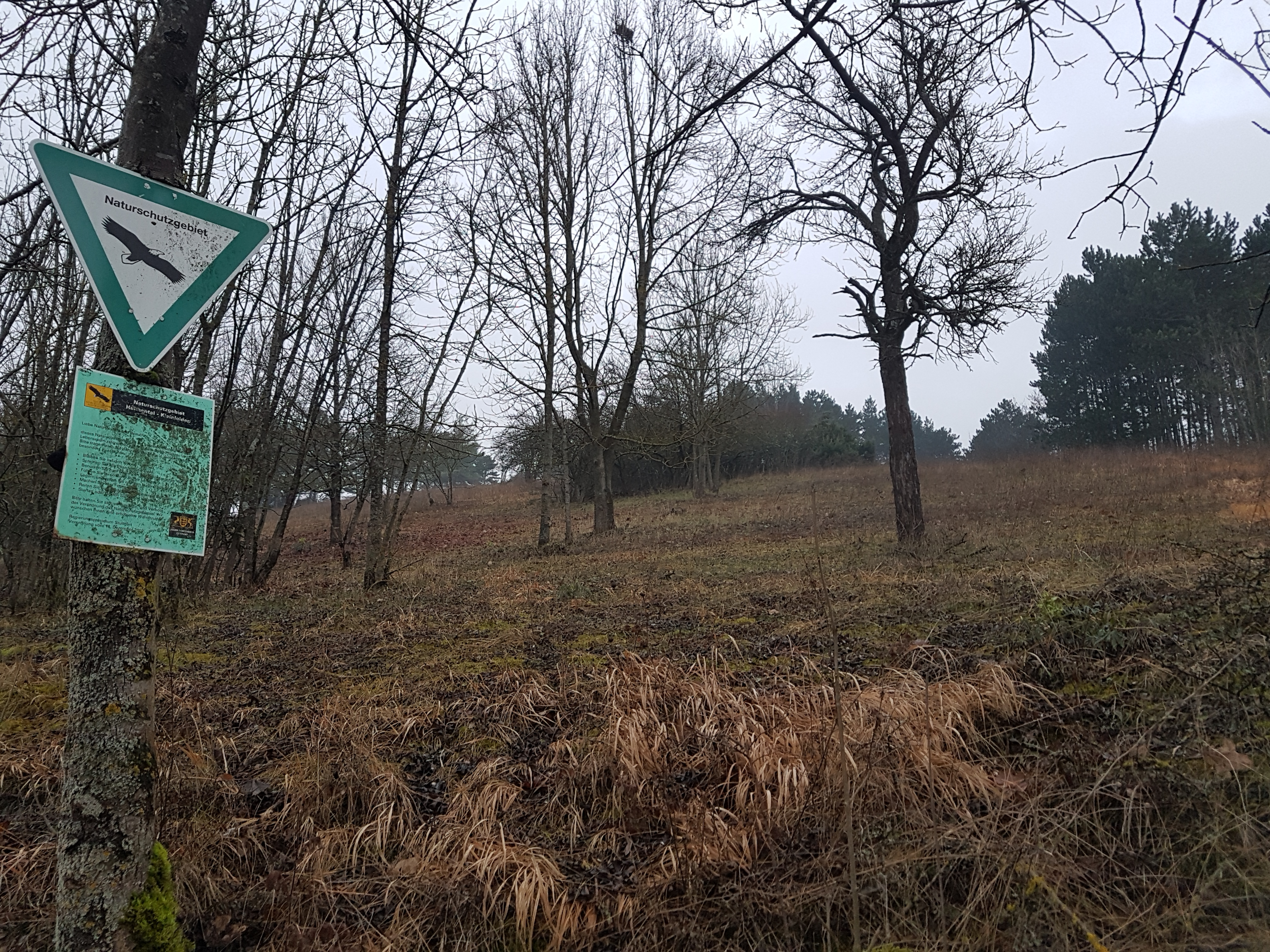
NSG Helmental-Kleinleiden im Januar 2018